# Fritz Fullriede
Fritz Fullriede (4 de janeiro de 1895 - 3 de novembro de 1969) foi um oficial alemão que serviu no Deutsches Heer durante a Segunda Guerra Mundial. Foi condecorado com a Cruz de Cavaleiro da Cruz de Ferro com Folhas de Carvalho.

## Condecorações
| Nome                                                             | Data                  |
| ---------------------------------------------------------------- | --------------------- |
| Cruz de Ferro (1914) 2ª Classe                                   | 25 de agosto de 1917  |
| Cruz de Ferro (1939) 2ª Classe                                   | 7 de julho de 1941    |
| Cruz de Ferro (1939) 1ª Classe                                   | 23 de outubro de 1941 |
| Cruz de Cavaleiro da Cruz de Ferro                               | 11 de abril de 1943   |
| Cruz de Cavaleiro da Cruz de Ferro com Folhas de Carvalho nº 803 | 23 de março de 1945   |